# Хатаев, Шамиль Абдулаевич
Шамиль Абдулаевич Хатаев (род. 19 марта 1996, Грозненский район, Чечня) — российский боксёр-профессионал, чеченского происхождения, выступающий в средней, во второй средней, и в полутяжелой весовых категориях. Мастер спорта России, чемпион России (2017), чемпион России среди молодёжи (2015), чемпион России среди юниоров (2014) в любителях.
Среди профессионалов действующий чемпион Азии по версии WBC Asian Boxing Council (2021—н. в.) в среднем весе.
Лучшая позиция по рейтингу BoxRec — 110-я (июль 2022) и являлся 11-м среди российских боксёров средней весовой категории, а по рейтингам основных международных боксёрских организаций занял: 28-ю строчку рейтинга WBC, — входя в ТОП-110 лучших средневесов всей планеты.

## Любительская карьера
В мае 2014 года в Оренбурге уверенно стал победителем первенства России среди юниоров 17-18 лет в категории до 75 кг, выигрывая свои бои единогласным решением судей.
В октябре того же года представлял Россию на первенстве Европы среди юниоров и проиграл бой 1/8 финала решением судей.
В 2015 году в Новороссийске на первенстве России среди молодёжи стал чемпионом, выиграв в финале у Сармата Тадтаева.
В октябре 2017 года стал чемпионом России в городе Грозный, в весе до 75 кг, где он в полуфинале победил Керима-Абдулу Тапаева, и в финале победил Александра Агафонова.

## Профессиональная карьера
18 апреля 2019 года успешно дебютировал на профессиональном ринге в Грозном (Россия), во 2-м среднем весе, досрочно техническим нокаутом во 2-м раунде победив соотечественника Шамиля Бадирова (дебют).
3 ноября 2021 года вновь в Грозном (Россия), в конкурентном бою, единогласным решением судей (счёт: 97-94, 96-94 — дважды) победил соотечественника Зураба Квициани (8-1, 2 KO), и завоевал вакантный титул чемпиона Азии по версии WBC Asian Boxing Council в среднем весе.

## Статистика профессиональных боёв
В таблице перечислены результаты всех поединков боксёров.
В каждой строке указан результат поединка. Дополнительно номер поединка обозначен цветом, который обозначает итог поединка. Расшифровка обозначений и цветов представлена в нижеследующей таблице.
| Пример | Расшифровка                     |
| ------ | ------------------------------- |
|        | Победа                          |
|        | Ничья                           |
|        | Поражение                       |
|        | Планируемый поединок            |
|        | Поединок признан несостоявшимся |
| КО     | Нокаут                          |
| ТКО    | Технический нокаут              |
| PTS    | Решение судей (по очкам)        |
| UD     | Единогласное решение судей      |
| MD     | Решение большинства судей       |
| SD     | Раздельное решение судей        |
| RTD    | Отказ от продолжения боя        |
| DQ     | Дисквалификация                 |
| NC     | Поединок признан несостоявшимся |

| 14 поединков, 13 побед (4 нокаутом), 1 ничья | 14 поединков, 13 побед (4 нокаутом), 1 ничья | 14 поединков, 13 побед (4 нокаутом), 1 ничья | 14 поединков, 13 побед (4 нокаутом), 1 ничья | 14 поединков, 13 побед (4 нокаутом), 1 ничья    | 14 поединков, 13 побед (4 нокаутом), 1 ничья | 14 поединков, 13 побед (4 нокаутом), 1 ничья                                                                           |
| Бой                                          | Рекорд                                       | Дата боя                                     | Соперник                                     | Место проведения боя                            | Раундов, время                               | Дополнительно |
| -------------------------------------------- | -------------------------------------------- | -------------------------------------------- | -------------------------------------------- | ----------------------------------------------- | -------------------------------------------- | --- |
| 14                                           | 13-0-1                                       | 19 октября 2024                              | Кристиан Кория                               | Квебек                                          | КО (2), 2:13                                 | |
| 13                                           | 12-0-1                                       | 6 июня 2024                                  | Рамадан Хисени                               | Монреаль                                        |                                              | |
| 12                                           | 12-0                                         | 22 декабря 2023                              | Пиус Мпенда                                  | Международный боксёрский центр, Лужники, Москва | единогласное решение                         | 99-93, 99-91, 99-91 |
| 11                                           | 11-0                                         | 15 марта 2023                                | Эмилиано Пучета                              | Международный боксёрский центр, Лужники, Москва | единогласное решение                         | 79-73, 78-74, 79-73 |
| 10                                           | 10-0                                         | 15 марта 2023                                | Лукас Ндафолума                              | Грозный                                         | ТКО                                          | |
| 9                                            | 9-0                                          | 16 июля 2022                                 | Дмитрий Атрохов (16-12)                      | Площадь, Лебане, Ябланичский округ, Сербия      | UD 8 (8)                                     | Счёт судей: 80-72 (трижды).                                                                                            |
| 8                                            | 8-0                                          | 3 ноября 2021                                | Зураб Квициани (8-1)                         | Грозный, Чечня, Россия                          | UD 10 (10)                                   | Счёт: 97-94, 96-94 (дважды). Завоевал вакантный титул чемпиона Азии по версии WBC Asian Boxing Council в среднем весе. |
| 7                                            | 7-0                                          | 8 апреля 2021                                | Маоно Алли (10-5-1)                          | Грозный, Чечня, Россия                          | TKO 1 (8), 2:30                              | |
| 6                                            | 6-0                                          | 29 января 2021                               | Мешак Мванкемва (21-8-2)                     | УСК «Крылья Советов», Москва, Россия            | UD 8 (8)                                     | Счёт судей: 79-73, 80-72 (дважды).                                                                                     |
| 5                                            | 5-0                                          | 30 октября 2020                              | Грачя Маргарян (7-1-1)                       | УСК «Крылья Советов», Москва, Россия            | SD 10 (10)                                   | Счёт судей: 95-96, 96-94 (дважды).                                                                                     |
| 4                                            | 4-0                                          | 3 сентября 2020                              | Василий Штык (1-0)                           | Грозный, Чечня, Россия                          | UD 8 (8)                                     | Счёт судей: 79-73, 80-72 (дважды).                                                                                     |
| 3                                            | 3-0                                          | 21 февраля 2020                              | Валерий Рябинин (дебют)                      | ДС «Динамо», Москва, Россия                     | UD 6 (6)                                     | Счёт судей: 60-54 (трижды).                                                                                            |
| 2                                            | 2-0                                          | 13 декабря 2019                              | Владислав Танцюра (2-3)                      | Спортивная арена ПАОК, Салоники, Греция         | UD 6 (6)                                     | Счёт судей: 60-52, 60-54 (дважды).                                                                                     |
| 1                                            | 1-0                                          | 18 апреля 2019                               | Шамиль Бадиров (дебют)                       | СК «Колизей», Грозный, Чечня, Россия            | TKO 2 (4), 2:05                              | Дебют в профессиональном боксе.                                                                                        |

## Спортивные результаты
- Чемпионат России среди юниоров 2014 года — ;
- Чемпионат России среди молодёжи 2015 года — ;
- Чемпионат России по боксу 2017 года — .

## Семья
Хатаев, Имам Абдулаевич — брат, российский боксёр, призёр чемпионатов России, мастер спорта России международного класса.